# 美濃加茂中学高等学校

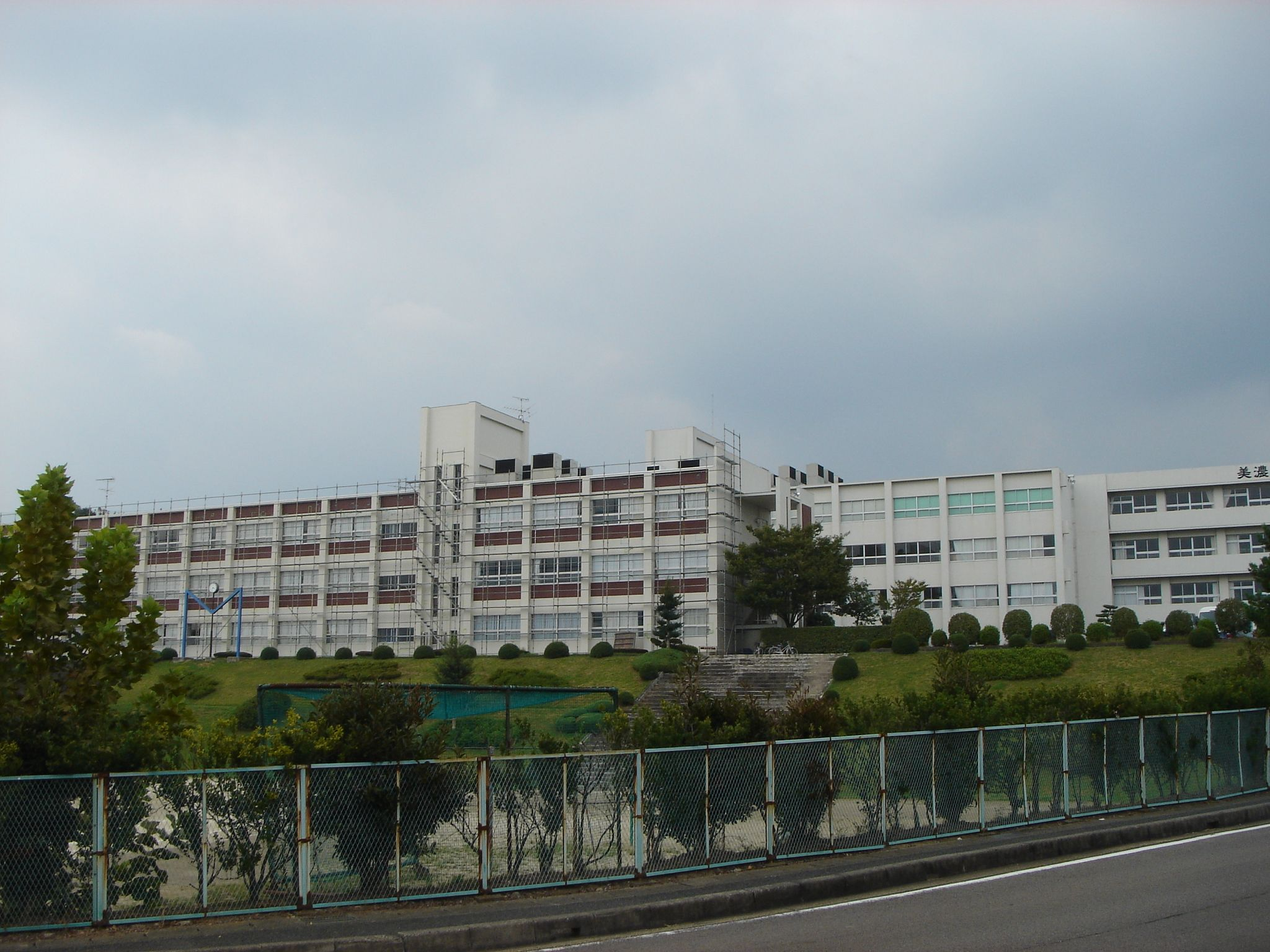
遠景

美濃加茂中学高等学校（みのかもちゅうがくこうとうがっこう）は、岐阜県美濃加茂市本郷町七丁目にある私立中学校・高等学校。中高一貫教育を行っている。

## 学校概要

### 学科
全日制：普通科
- ドリカムコース（中高一貫6年コース）
- 蛍雪コース
- アドバンスコース
- チャレンジコース

全日制：商業科（平成27年度入試より募集停止）
- 総合ビジネスコース

### その他
- 第1・3・5土曜日は登校日で2時間授業である

## 沿革
- 1924年（大正13年） - 亀井鈷之助により愛知女子商業高校創立。乙種実業学校として認可。
- 1926年（大正15年） - 甲種実業学校として認可。
- 1951年（昭和26年） - 学校法人愛知女子商業学園に改組。
- 1973年（昭和48年） - 愛知女子商業高等学校（現在の啓明学館高等学校）を運営していた学校法人愛知女子商業学園により美濃加茂高等学校開校（普通科・商業科）。
- 1988年（昭和63年） - 法人名を学校法人愛美学園に、校名を愛知女子商業高等学校から愛知女子高等学校に改称。
- 2001年（平成13年） - 美濃加茂中学校開校。
- 2004年（平成16年） - 学校法人愛美学園から運営を分離。学校法人美濃加茂学園が設置者となる。

## 入学試験
推薦入学試験
- 基礎学力試験（国・英・数）、面接（グループ）

一般学業奨学生試験
- 思考力・表現力を問う記述試験（国・英・数）、面接（グループ）

一般入学試験
- A区分（単願）：国語、数学、英語、理科、社会、面接
- B区分（併願）：国語、数学、英語、理科、社会

## 授業
授業時間は50分で休憩が10分ある。昼休みは35分あり、生徒はその間に昼食を取る。蛍雪、ドリカムコースは原則7限目まで授業があるがアドバンス、チャレンジコースは6限目までしかなく、希望者には週に3回特別授業を行っている。第1・3・5土曜日は登校日で2時間授業がある。この土曜日の授業は学校側の都合により行わないこともある。

## 部活動

### 実績
陸上部・ボート部・ゴルフ部・バスケットボール部、ソフトテニス部・ブラスバンド部・バトントワリング部が全国大会に出場する活躍をし、他の多くの部が東海大会などに出場して活躍をしている。

### 運動部系
- 野球部
- ゴルフ部
- ボート部
- サッカー部
- 陸上部
- ソフトテニス部
- バスケットボール部
- バレー部
- ソフトボール部
- 卓球部
- 剣道部

### 文化部系
- ブラスバンド部
- バトントワリング部
- インターアクト部
- 放送部
- 茶華道部
- 書道部
- 情報通信部

## 進路状況
多くの生徒が四年制大学に進学しており、国公立大学にも進学者を輩出している。就職する者もあり、例年1割強は就職している。国公立大学に進学する生徒の多くは蛍雪コースやドリカムコースの生徒で、アドバンスコースやチャレンジコースから国公立大学に進学する生徒は稀である。

## 通学方法
生徒の多くは自転車通学をしており、中には自宅から1時間以上かけて通学している生徒もいる。
下呂市・加茂郡白川町・同七宗町方面からの生徒はJR高山本線を、多治見市・可児市方面の生徒はJR太多線を使用している者もいる。

## 交通機関
- JR高山本線 古井駅より徒歩で約10分。
- JR太多線 美濃川合駅より自転車で約15分 。
- 名鉄広見線 日本ライン今渡駅より自転車で約20分。

## 著名な学校関係者

### 教員
- 桜井和男（元ゴルフ部監督）
- 磯野博宗（元英語講師）

### 出身者
- 内山智之（元プロ野球選手）
- 馬渕隆雄（元プロ野球選手）
- 鬼頭さくら（プロゴルファー）
- 宅島美香（プロゴルファー）
- 服部真夕（プロゴルファー）
- 石井貴子（女子競輪選手）
- 山田拓郎（愛知県犬山市長）